# Pavel Zeman
Pavel Zeman (* 18. listopadu 1972 Plzeň) je český právník, v letech 2011 až 2021 nejvyšší státní zástupce, v letech 2004 až 2011 a opět od roku 2025 národní člen ČR v Eurojustu.

## Život
Po studiu na Gymnáziu Luďka Pika v Plzni vystudoval Právnickou a Filozofickou fakultu (obor politologie) Univerzity Karlovy v Praze. Jako státní zástupce působil nejdříve na okresním i krajském státním zastupitelství v Plzni, potom nastoupil na Nejvyšší státní zastupitelství v Brně. V roce 2004 se stal zástupcem České republiky u Eurojustu, zároveň působil jako státní zástupce na mezinárodním odboru Nejvyššího státního zastupitelství.
Dne 14. května 2021 oznámil, že se ke konci června 2021 vzdal funkce nejvyššího státního zástupce. Učinil tak dopisem na ministerstvo spravedlnosti. Jeho nástupce však vláda Andreje Babiše do konce června 2021 nevybrala, a tak se stal pověřeným nejvyšším státním zástupcem dosavadní 1. náměstek Igor Stříž. O dva týdny později však vláda Stříže do funkce řádně schválila.
Vláda ČR dne 14. července 2022 svým usnesením č. 616 schválila nominaci Pavla Zemana jako kandidáta na funkci soudce Mezinárodního trestního soudu se sídlem v Haagu pro volby, které se uskutečnily v New Yorku během 22. shromáždění smluvních stran Římského statutu Mezinárodního trestního soudu ve dnech 4. - 14. prosince 2023. V této volbě ale nakonec neuspěl.
Na konci ledna 2024 podal rezignaci na post státního zástupce, místo tak opustil po uplynutí dvouměsíční rezignační doby ke konci března 2024. Následně vedl v České národní bance odbor interního auditu. V únoru 2025 se však do soustavy státního zastupitelství vrátil a zamířil jako český zástupce do Eurojustu (úřadu evropské justiční spolupráce), kde už v minulosti jako žalobce působil. Mandát je pětiletý, na této pozici vystřídal Lukáše Starého, kterému již mandát uplynul.

## Kontroverze
V lednu 2021 jej Unie státních zástupců vyzvala, aby vysvětlil nestandardní zásahy do kauzy svého známého v případu restitučních nároků rodu Czerninů u jihočeské Třeboně a neohrožoval tak důvěru v justici. V červenci 2021 na něj v této souvislosti podala ministryně spravedlnosti ČR Marie Benešová kárnou žalobu, kterou Nejvyšší správní soud projednal 24. listopadu 2021 a zamítl.